# Саламов, Мумин Закирович
Мумин Закирович Саламов (10 января 1923— ?) — командир расчёта станкового пулемёта 280-го стрелкового полка (185-я стрелковая дивизия, 47-я армия, 1-й Белорусский фронт) сержант, участник Великой Отечественной войны, кавалер ордена Славы трёх степеней.

## Биография
Родился 10 января 1923 года в селе Хандайлык, Сырдарьинской области, Туркестанской АССР (до 1955 года - Бостандыкский район, Южно-Казахстанской области, Казахстана, ныне - Бостанлыкский район, Ташкентской области, Республики Узбекистан) в семье крестьянина. Узбек.
В 1938 году окончил 7 классов школы в своём селе, в 1941 году — Ташкентский педагогический техникум.
В марте 1942 года добровольно через Бостандыкский райвоенкомат ушёл на фронт. Был зачислен во вновь формируемую 120-ю стрелковую дивизию. В конце августа дивизия переброшена на Сталинградский фронт, вела бои севернее города Сталинград, в ноябре 1942 года принимала участие в операции «Уран», по уничтожению войск генерал-фельдмаршала Паулюса. В этих боях красноармеец Саламов сражался наводчиком станкового пулемёта «Максим» в составе 538-го стрелкового полка. Был два раза ранен: в сентябре легко и в декабре тяжело.
После госпиталя боевой путь продолжил в составе 131-го миномётного полка 21-й (с августа 1943 года - 35-гвардейской) отдельной миномётной бригады. Участвовал в сражении на Курской дуге. В боях 10-16 июля 1943 года расчёт, в составе которого подносчиком воевал красноармеец Саламов, уничтожил до 50 вражеских солдат, подавил три пулемётные точки и подбил танк. За бесперебойное обеспечение боеприпасами своего миномёта в этих боях награждён медалью «За боевые заслуги».
В конце августа 1943 года в боях под Брянском был ранен третий раз. После выздоровления был зачислен в 280-й стрелковый полк 185-й стрелковой дивизии, вновь стал пулемётчиком. В его составе прошёл до конца войны. В 1944 году вступил в ВКП(б)/КПСС.
9-10 августа 1944 года в наступательных боях в районе южнее города Парчев (Польша) младший сержант Саламов подавил 3 огневые точки противника, чем обеспечил продвижение вперёд стрелковых подразделений. В критическую минуту боя заменил выбывшего из строя командира пулемётного взвода.
Приказом по частям 185-й стрелковой дивизии от 21 августа 1944 года (№ 46/ н) младший сержант Саламов Мумин Закирович награждён орденом Славы 3-й степени.
26 августа 1944 года в бою за населённый пункт Грабе-Нове (северо-восточнее города Варшава, Польша) младший сержант Саламов уничтожил 3 огневые точки врага, при отражении контратаки истребил до 10 гитлеровцев.
1 сентября при отражении двух контратак поразил около 20 вражеских солдат, ни шагу не отступил с занимаемого рубежа.
Приказом по войскам 47-й армии от 27 сентября 1944 года (№117/н) младший сержант Саламов Мумин Закирович награждён орденом Славы 2-й степени.
На завершающем этапе войны сержант Саламов командовал пулемётным расчётом. Его расчёт считался лучшим в полку и неоднократно во всех наступательных боях расчёт показал образцы мужества и храбрости.
1 марта 1945 года при штурме крепости города Пирита (город Пыжице, Польша) сержант Саламов через пролом в стене проник пробрался в крепость в расположение неприятеля, установил там пулемёт и немедленно открыл огонь по противнику, засевшему в домах. Своими действиями обеспечил продвижение своего подразделения. В дальнейших боях за город Пирита, всегда находился с пулемётом в боевых порядках пехоты. 2 марта в районе сахарного завода, при отражении контратаки, истребил до отделения гитлеровцев.
Указом Президиума Верховного Совета СССР от 31 мая 1945 года сержант Саламов Мумин Закирович награждён орденом Славы 1-й степени. Стал полным кавалером ордена Славы.
После войны продолжал службу в армии, в Уральском военном округе.
В марте 1947 года старшина Саламов был демобилизован.
Вернувшись домой, стал работать учителем начальных классов в школе имени Сталина в своём селе. Одновременно учился в Ташкентском педагогическом институте, но окончил только 4 курса.
В 1954 году перешёл работать на Чирчикский электрохимический комбинат им. Сталина (позднее - «Электрохимпром»). Трудился сепараторщиком, аппаратчиком, старшим аппаратчиком. В мае 1974 года вышел на пенсию.
Жил в посёлке Таваксай Бостанлыкского района Ташкентской области Республики Узбекистан.

## Награды
- ордена Отечественной войны I степени (06.03.1985[3][4])
- орден Славы I степени(15.05.1946)[5]
- орден Славы II степени(27.09.1944)[6]
- орден Славы III степени (21.08.1944)[7]
  - медали, в том числе:
  - «За боевые заслуги» (20.07.1943)[8]
  - «За победу над Германией в Великой Отечественной войне 1941—1945 гг.» (1945)[9]